# Vitaflo
Vitaflo, o Vitaflo International Ltd., è una multinazionale farmaceutica britannica incorporata da Nestlé dal 2010. Vitaflo ha la sua sede internazionale a Liverpool e opera in più di 20 paesi. È noto per i suoi alimenti medici specializzati per persone con esigenze nutrizionali specifiche, come malattie metaboliche ereditarie, persone con malattie renali e persone con condizioni che richiedono una dieta chetogenica. Il prodotto più noto è Vitaquick in polvere, somministrato dal NHS. Inserito nel Sunday Times Microsoft Tech Track 100 nel 2008. 
Vitaflo è stata fondata nel 1988 a Glasgow, in Scozia.  Sviluppato l'impresa con i scienziati Tony Partington e Maura O'Donnell. Vitaflo è stata trasferita al Brunswick Business Park di Liverpool, nel 1998. L'azienda si è specializzata nello sviluppo e nella distribuzione di alimenti e integratori per persone con malattie metaboliche. Sus productos estrella siendo Vitaquick y Vitagel. All'inizio del decennio del 2000, l'azienda si espanse a livello internazionale con inversioni degli Stati Uniti per sviluppare il suo dipartimento americano. Nel 2008, è stato incluso nel The Sunday Times Microsoft Tech Track 100, che segue le 100 aziende tecnologiche in più rapida crescita nel Regno Unito.
Nestlé Health Science ha acquisito Vitaflo International Ltd. per una somma non divulgata.
Nel 2011, Caroline Charlseworth è succeduta come CEO dell'azienda. Sotto Nestlé l'azienda è cresciuta fino a comprendere le società Mevalina e ComidaMed, specializzate in prodotti per errori congeniti del metabolismo (IEM), entrambi acquisiti nel 2021 dal Dr. Schär. 